# Дунав (вестник)
Вижте пояснителната страница за други значения на Дунав.
„Дунав. Лист за вътрешни и външни новини и за всякакви разсъждения“ е османски вестник, издаван в периода март 1865 – юли 1877 г. в Русе.
„Дунав“ е изцяло вестник на турското правителство. Той защитава интересите на Османската империя от гледна точка на централното турско управление и в него се печатат всички правителствени разпореждания, правилници, закони и други държавни документи. Основан от Мидхат паша на 3 март 1865 г., чиято реформаторска политика пропагандира и защищава. Вестникът се печата на турски и български и излиза отначало веднъж, а впоследствие – 2 пъти в седмицата – на 4 страници, всяка сряда и неделя.Главен редактор на вестника е османския писател, поет и философ и лидер на албанското национално движение Исмаил Кемал (Исмаил Кемали). Вестникът е разпращан безплатно из Дунавския вилает. Води борба с българското национално движение. Положително отношение към вестника имат само български чорбаджии. Към 14 март 1865 вестникът предлага годишен абонамент за четиридесет гроша.
За нуждите на българската част от вестника и по-специално за превеждането на текстове от турски на български език и обратно, се налага назначаването на български преводачи, солидно владеещи писмения турски език. Директорът на печатницата Драган Цанков привлича своя бивш цариградски сътрудник, капукехая и началник на писалището за тескерета към униятската канцелария, интелигентния калоферец Стоил Д. Попов, както и копривщенския младеж, вече учител в русенското класно училище Иван Чорапчиев. Така българите Попов и Чорапчиев под протекцията на своя застъпник, неформалният предводител на партията на „младите“ в областния град, се отзовават във вилаетската администрация в качеството си на основни преводачи на вестника. Наложилото се трайно в историческата литература и повтаряно след това от редица автори определение на Никола Обретенов, че те са назначени и изпълняват функцията на редактори на българската част от вестника е неточно, тъй като техният изричен ангажимент е само да превеждат предварително написани на турски език текстове, статии и правителствени документи. Редакцията е изцяло в ръцете на Исмаил Кемал и на турци от канцеларията на валията.